# Hypochilus bernardino
Espèce
Hypochilus bernardino est une espèce d'araignées aranéomorphes de la famille des Hypochilidae.

## Distribution
Cette espèce est endémique de Californie aux États-Unis,. Elle se rencontre dans les montagnes de San Bernardino dans le comté de San Bernardino.

## Description
Le mâle holotype mesure 9,70 mm et la femelle paratype 9,92 mm.

## Étymologie
Son nom d'espèce lui a été donné en référence au lieu de sa découverte, le comté de San Bernardino.

## Publication originale
- Catley, 1994 : Descriptions of new Hypochilus species from New Mexico and California with a cladistic analysis of the Hypochilidae (Araneae). American Museum Novitates, no 3088, p. 1-27 (texte intégral).